# Mahura spinosa
Mahura spinosa är en spindelart som beskrevs av Forster och Wilton 1973. Mahura spinosa ingår i släktet Mahura och familjen trattspindlar. Inga underarter finns listade i Catalogue of Life.